# Kalktuffquellen bei Westerhof
Kalktuffquellen bei Westerhof este o arie protejată (arie specială de conservare — SAC, sit de importanță comunitară — SCI) din Germania întinsă pe o suprafață de 3,96 ha, integral pe uscat.

## Localizare
Centrul sitului Kalktuffquellen bei Westerhof este situat la coordonatele 51°45′50″N 10°05′36″E / 51.7639°N 10.0933°E.

## Înființare
Situl Kalktuffquellen bei Westerhof a fost declarat sit de importanță comunitară în ianuarie 2005 pentru a proteja un număr necunoscut de specii din flora spontană și fauna sălbatică aflate în arealul zonei. Situl a fost protejat și ca arie specială de conservare în decembrie 2018.

## Biodiversitate
Situată în ecoregiunea continentală, aria protejată conține 2 habitate naturale: Izvoare petrifiante cu formare de travertin (Cratoneurion), Păduri aluvionare cu Alnus glutinosa și Fraxinus excelsior (Alno-Padion, Alnion incanae, Salicion albae).
La baza desemnării sitului se află un număr nedeclarat de specii protejate.